# قائمة جوائز كأس القارات
بعد انتهاء كل بطولة من بطولات كأس القارات، يتم توزيع جوائز خصصت من قبل الاتحاد الدولي لكرة القدم، على أفضل اللاعبين الذين شاركوا في البطولة وكذلك جائزة للمنتخبات المشاركة. حاليا هناك أربع جوائز مختلفة يتم توزيعها:
- جائزة الكرة الذهبية (لأفضل لاعب في البطولة).
- جائزة الحذاء الذهبي (لهداف البطولة).
- جائزة الفقاز الذهبي (لآفضل حارس وأقلهم استقبالا للأهداف).
- جائزة اللعب النظيف (للمنتخب الحاصل على أقل عدد من المخالفات والبطاقات صفراء أو حمراء).

|  |

## جائزة أفضل لاعب في البطولة

### الكرة الذهبية
يتم منح جائزة الكرة الذهبية لللاعب الأكثر تميزا في البطولة.
- كأس القارات 1997:  دينيلسون
- كأس القارات 1999:  رونالدينيو
- كأس القارات 2001:  بيريز
- كأس القارات 2003:  هنري
- كأس القارات 2005:  أدريانو
- كأس القارات 2009:  كاكا
- كأس القارات 2013:  نيمار
- كأس القارات 2017:  يوليان دراكسلر

### الكرة الفضية
- كأس القارات 1997:  روماريو
- كأس القارات 1999:  كواوتيموك بلانكو
- كأس القارات 2001:  باتريك فييرا
- كأس القارات 2003:  تونجاي شانلي
- كأس القارات 2005:  خوان رومان ريكيلمي
- كأس القارات 2009:  لويس فابيانو
- كأس القارات 2013:  أندريس أنييستا
- كأس القارات 2017:  أليكسيس سانشيز

### الكرة البرونزية
- كأس القارات 1997:  فلاديمير سميتشر
- كأس القارات 1999:  مرزوق العتيبي
- كأس القارات 2001:  هيديتوشي ناكاتا
- كأس القارات 2003:  مارك فيفيان فويه
- كأس القارات 2005:  رونالدينيو
- كأس القارات 2009:  كلينت ديمبسي
- كأس القارات 2013:  باولينيو
- كأس القارات 2017:  ليون غوريتزكا

## جائزة هداف البطولة

### الحذاء الذهبي
يتم منح جائزة الحذاء الذهبي لللاعب الأكثر تسجيلا للأهداف في البطولة.
- كأس القارات 1997:  روماريو 7 أهداف
- كأس القارات 1999:  رونالدينيو 6 أهداف
- كأس القارات 2001:  بيريز هدفين
- كأس القارات 2003:  هنري 4 أهداف
- كأس القارات 2005:  أدريانو 5 أهداف
- كأس القارات 2009:  لويس فابيانو 5 أهداف
- كأس القارات 2013:  فرناندو توريس 5 أهداف
- كأس القارات 2017:  تيمو فيرنر 3 أهداف

### الحذاء الفضي
- كأس القارات 1997:  فلاديمير سميتشر
- كأس القارات 1999:  كواوتيموك بلانكو
- كأس القارات 2001:  إريك كارير
- كأس القارات 2003:  تونجاي شانلي
- كأس القارات 2005:  مايكل بالاك
- كأس القارات 2009:  فرناندو توريس
- كأس القارات 2013:  فريد
- كأس القارات 2017:  ليون غوريتزكا

### الحذاء البرونزي
- كأس القارات 1997:  رونالدو
- كأس القارات 1999:  مرزوق العتيبي
- كأس القارات 2001:  هوانغ سون هونغ
- كأس القارات 2003:  شونسوكي ناكامورا
- كأس القارات 2005:  جون ألويسي
- كأس القارات 2009:  دافيد فيا
- كأس القارات 2013:  نيمار،  أبل هرناندز
- كأس القارات 2017:  لارس شتيندل

## جوائز أخرى

### اللعب النظيف
يتم منح جائزة اللعب النظيف للمنتخب المتحصل علي أقل عدد من البطاقات والمخالفات
- كأس القارات 1997:  جنوب إفريقيا
- كأس القارات 1999:  نيوزيلندا,  البرازيل
- كأس القارات 2001:  اليابان
- كأس القارات 2003:  اليابان
- كأس القارات 2005:  اليونان
- كأس القارات 2009:  البرازيل
- كأس القارات 2013:  إسبانيا
- كأس القارات 2017:  ألمانيا

### القفاز الذهبي
يتم منح جائزة القفاز الذهبي للحارس الأكثر تميزا في البطولة.
- كأس القارات 2005:  أوزفالدو سانشيز
- كأس القارات 2009:  تيم هاوارد
- كأس القارات 2013:  خوليو سيزار
- كأس القارات 2017:  كلاوديو برافو

## ملخص الجوائز
في بطولتي كأس الملك فهد 1992 و كأس الملك فهد 1995 لم يكن هناك جوائز رسمية.
| النسخة | الكرة الذهبية  | الحذاء الذهبي     | القفاز الذهبي   | جائزة فيفا للعب النظيف |
| ------ | -------------- | ----------------- | --------------- | ---------------------- |
| 1992   | لم تمنح        | لم تمنح           | لم تمنح         | لم تمنح                |
| 1995   | لم تمنح        | لم تمنح           | لم تمنح         | لم تمنح                |
| 1997   | دينيلسون       | روماريو (7)       | لم تمنح         | جنوب إفريقيا           |
| 1999   | رونالدينو      | رونالدينو (6)     | لم تمنح         | نيوزيلندا، البرازيل    |
| 2001   | روبير بيريز    | روبير بيريز (2)   | لم تمنح         | اليابان                |
| 2003   | تييري هنري     | تييري هنري (4)    | لم تمنح         | اليابان                |
| 2005   | أدريانو        | أدريانو (5)       | أوزفالدو سانشيز | اليونان                |
| 2009   | كاكا           | لويس فابيانو (5)  | تيم هاوارد      | البرازيل               |
| 2013   | نيمار          | فرناندو توريس (5) | خوليو سيزار     | إسبانيا                |
| 2017   | يوليان دراكسلر | تيمو فيرنر (3)    | تيمو فيرنر      | ألمانيا                |